# Otto Luening
Otto Clarence Luening (né le 15 juin 1900 et mort le 2 septembre 1996) est un compositeur et traducteur germano-américain, pionnier de la musique électroacoustique et de la musique électronique.

## Biographie
Otto Clarence Luening est né à Milwaukee dans le Wisconsin de parents allemands. Son père Eugene est chef d'orchestre et compositeur, sa mère Emme Jacobs est chanteuse amateur. Lorsque Luening a 12 ans, sa famille déménage à Munich où il étudie avec Ferruccio Busoni et Philipp Jarnach. Durant ses études, il est aussi acteur et metteur en scène pour la compagnie Anglaise James Joyce. Il retourne aux États-Unis en 1924 où il devient chef d'orchestre, à l'opéra de Chicago et à l'école de musique Eastman.
Il orchestre la première de Virgil Thomson The Mother of Us All (en), de Gian Carlo Menotti The Medium.

## Électroacoustique
A Poem In Cycles And Bells, Gargoyles for Violin and Synthesized Sound et Sounds of Nez Musiac démontrent très tôt le potentiel des synthétiseurs ainsi que les techniques de la musique électronique. Le 28 octobre 1952, durant son concert Fantasy in Space avec Vladimir Ussachevsky au Musée d'art moderne de New York, il propose des enregistrements de flûte manipulées électroacoustiquement sur bande magnétique. Il en fait une démonstration au The Today Show avec Dave Garroway. 
Luening est le cofondateur, avec Ussachevsky, du centre de Columbia Princeton Electronic Music Center en 1958 et fonde, avec Douglas Moore et Oliver Daniel, Composers Recordings, Inc.
Ses élèves notables sont Charles Wuorinen, John Corigliano, Albert Glinsky, Harvey Sollberger (en), Faye-Ellen Silverman (en), Malcolm Goldstein, John Herbert McDowell, Philip Corner, Daniel Goode (en), Sol Berkowitz (en), Elliott Schwartz et Karl Korte.

## Vie privée
Il se marie à Ethel Codd le 19 avril 1927 et divorce en 1959. Il se remarie avec Catherine Brunson, professeur de musique, le 5 septembre 1959. Il meurt à New York en 1996.